# マルコ・ストラーリ
マルコ・ストラーリ（Marco Storari, 1977年1月7日 - ）は、イタリア・トスカーナ州ピサ出身の元サッカー選手。現役時代のポジションはゴールキーパー。

## 経歴
ペルージャなどのユースを経て1998年にACアンコーナとプロ契約。その後はSSCナポリ、FCメッシーナと渡り歩き、セリエBの舞台で経験を積む。特にメッシーナ時代はお世辞にも強いといえなかったディフェンスの後方で孤軍奮闘していた。2004–05シーズンにメッシーナがセリエA昇格を果たしたことにともない、27歳にしてトップリーグデビューを飾った。
2007年1月17日にジーダ、ジェリコ・カラッツに次ぐ第3GKとしてACミランへ入団。ただ出場機会はほとんどなく、8月12日にスペインのレバンテUDへの2年間のレンタル移籍が決定した。レバンテでは開幕からレギュラーを務めていたが、給料の支払いを巡るトラブルが発生したため年明け早々に契約解除。2008年1月9日にカリアリ・カルチョにレンタル移籍しわずか半年でイタリアに戻った。カリアリでもレギュラーを務め、途中加入ながら20試合に出場した。7月15日になると今度はフィオレンティーナにレンタル移籍したが、セバスティアン・フレイの前に出場機会には恵まれなかった。
2009年7月16日にミランへ復帰。カラッツの退団・クリスティアン・アッビアーティの負傷・代役を務めていたジーダの不安定なプレーもあり、2009-10シーズンは開幕からスタメンの座を勝ち取り安定したセービングを見せていた。10月7日に契約を2012年まで延長したが、その直後の10月18日に負傷してしまいジーダにポジションを譲った。イタリアのメディアによると、怪我の原因は練習中にレネ・イギータのスコーピオンキックの真似をしていたためであるという。
2010年1月15日、サンプドリアにシーズン終了までの期限付きで移籍。負傷したルカ・カステラッツィの代わりに正GKを務め、大車輪の活躍をみせて4位に入りUEFAチャンピオンズリーグ出場権獲得に貢献した。シーズン終了後にはGoal.comのベストイレヴンに選出された。
2010年6月23日、ユヴェントスへの完全移籍が発表された。移籍金は450万ユーロ。。当初はジャンルイジ・ブッフォンの控えという位置づけだったが、ブッフォンがW杯で負傷したため代役を務めることになり結果的に23試合に出場。チームは7位に低迷したが、ブッフォンの穴を埋めた。次のシーズンはブッフォンが復帰したため控えに戻ったが、ブッフォンが欠場した試合やコッパ・イタリアでは安定した守りを見せ、9季ぶりのスクデット獲得に貢献した。
2014-15シーズン終了後、ユヴェントスとの契約を満了。セリエBに降格したカリアリに移籍決定。
2017年1月10日、シーズン終了までの半年間の契約でACミランに復帰した。正GKのジャンルイジ・ドンナルンマのバックアッパーとしてプレーし、2017年6月7日に1年間の新契約を結んだ。

## 引退後
2020年9月24日、5年間所属したユヴェントスの人材開発部門のスタッフに就任することが発表された。

## 所属クラブ
- USラディスポリ 1994-1995
- ACペルージャ 1995-1998

→ モンテヴァルキ・カルチョ 1998（レンタル）
- ACアンコーナ 1998-2002
- SSCナポリ 2002-2003
- FCメッシーナ 2003-2007.1
- ACミラン 2007.1-2010

→ レバンテUD 2007（レンタル）
→ カリアリ・カルチョ 2008（レンタル）
→ ACFフィオレンティーナ 2008-2009（レンタル）
→ UCサンプドリア 2010（レンタル）
- ユヴェントスFC 2010-2015
- カリアリ・カルチョ 2015-2017
- ACミラン 2017-2018

## タイトル
クラブ
ユヴェントスFC
- セリエA 2011-12, 2012-13, 2013-14, 2014-15
- コッパ・イタリア 2014-15
- スーペルコッパ・イタリアーナ 2012, 2013